# Funaria schinzii
Funaria schinzii là một loài Rêu trong họ Funariaceae. Loài này được (Geh.) Broth. mô tả khoa học đầu tiên năm 1903.